# Горяни (Велізький район)
Горя́ни — село у Велізькому районі Смоленської області Росії. Входить до складу Селезнівського сільського поселення. Населення  — 36 осіб (2007 рік).
Розташоване в північно-західній частині області за 20 км на схід від Велижа, за 16 км на північний-схід від автодороги Р 133 Смоленськ—Невель, на березі річки Західна Двіна. За 80 км південніше села розташована залізнична дорога станції Голінки на лінії Смоленськ—Вітебськ.

## Історія
В роки німецько-радянської війни село було окуповане німецькими військами в липні 1941 року, звільнено в вересні 1943 року. 